# Deutsches Rechtswörterbuch
Le Deutsches Rechtswörterbuch (DRW), ou Dictionnaire des termes juridiques allemands, est un dictionnaire historique du droit allemand publié par l’Académie des Sciences de Heidelberg. Il recense un total d'environ 100 000 articles imprimés sur plusieurs volumes — dont le 14e est en train d'être préparé depuis 2019 — et plus de 20 000 colonnes. Ils s’étendent de « A » comme « Aachenfahrt » (pèlerinage à Aix-la-Chapelle) à « S » comme « Stegrecht » (Droit de percevoir une redevance pour l'amarrage des petits navires) et sont également disponibles gratuitement sur Internet. Plus de mille nouveaux articles sont annuellement ajoutés, et le travail comptera 16 volumes et environ 120 000 articles en 2036.
Situé à la croisée de la langue, du droit et de l’histoire, le DRW s’appuie sur des justificatifs issus de l’ensemble de la zone des langues germaniques occidentales – de la Frise-Occidentale jusqu'à la Transylvanie et de la Bourgogne jusqu´aux Pays baltes. Dans ce cadre, le dictionnaire s’intéresse également aux sources historiques alsaciennes et lorraines.

## Sources

### En général
Le DRW, qui est très probablement le dictionnaire technique le plus complet de la langue allemande, traite de l’ensemble du vocabulaire juridique allemand du début de la tradition écrite (vers 450 apr. J.-C.) à 1815 (en ligne, de brefs articles vont jusqu’à 1835) en tenant compte, à côté de l'allemand moderne, des autres langues et variétés linguistiques ouest-germaniques, notamment le vieil anglais, le lombard, le vieux frison, le moyen néerlandais et le bas-allemand.

### En France
La majorité des documents d'Alsace et de lorraine allemande, du Moyen Âge au début des temps modernes, furent rédigés en dialecte allemand (alsacien et francique lorrain). C’est la raison pour laquelle le DRW en tient pleinement compte et puise par exemple dans les statuts historiques et les actes des villes de Strasbourg, Cernay, Colmar, Mulhouse, Sélestat, Fessenheim, Guebwiller, Haguenau, Wattwiller, Wissembourg, Saint-Avold et Metz. Le DRW s’appuie également sur des droits territoriaux (comme la version allemande des « Coutumes générales du Duché de Lorraine » (1599), les règlements judiciaires lorrains (1599 également) ou encore le droit urbain de Montbéliard de Moser) ainsi que des sources religieuses (telles que les règlements de l’abbaye de Marmoutier ou encore les règlements de l’Église évangélique de Strasbourg). De nombreuses sentences judiciaires (Weistümer) de communes alsaciennes ou lorraines sont également citées dans le DRW, notamment celles de Aspach, Berentzwiller, Emlingen, Grentzingen, Hunspach, Lapoutroie, Mittelwihr, Metzeral, Niedermorschwihr, Riespach, Tagsdorf, Werentzhouse, Zillisheim.
Par ailleurs, le DRW utilise des textes issus, entre autres (en ordre alphabétique) de : Balgau, Carspach, Dannemarie, Eguisheim, Forbach, Geiswiller, Guebwiller, Hirsingue, Saint-Hippolyte, Jebsheim, Kintzheim, Molsheim, Munster, Saint-Nabor, Obernai, Orbay, Ribeauvillé, Rouffach, Sarreguemines, Saverne, Sierentz, Sigolsheim, Soultzmatt, Sundhouse, Valmunster, Turckheim, Wintzenheim et Zellenberg.
Les œuvres d’écrivains alsaciens tels que Sébastien Brant, Thomas Murner et Jean Geiler de Kaysersberg sont aussi employées pour rassembler du matériel pour les articles du DRW.

## Variétés linguistiques couvertes
Le Dictionnaire des termes juridiques allemands traite de la langue allemande telle que définie au XIXe siècle, époque à laquelle sa rédaction est entreprise. Il porte donc sur l’ensemble de la famille des langues germaniques occidentales, c’est-à-dire :

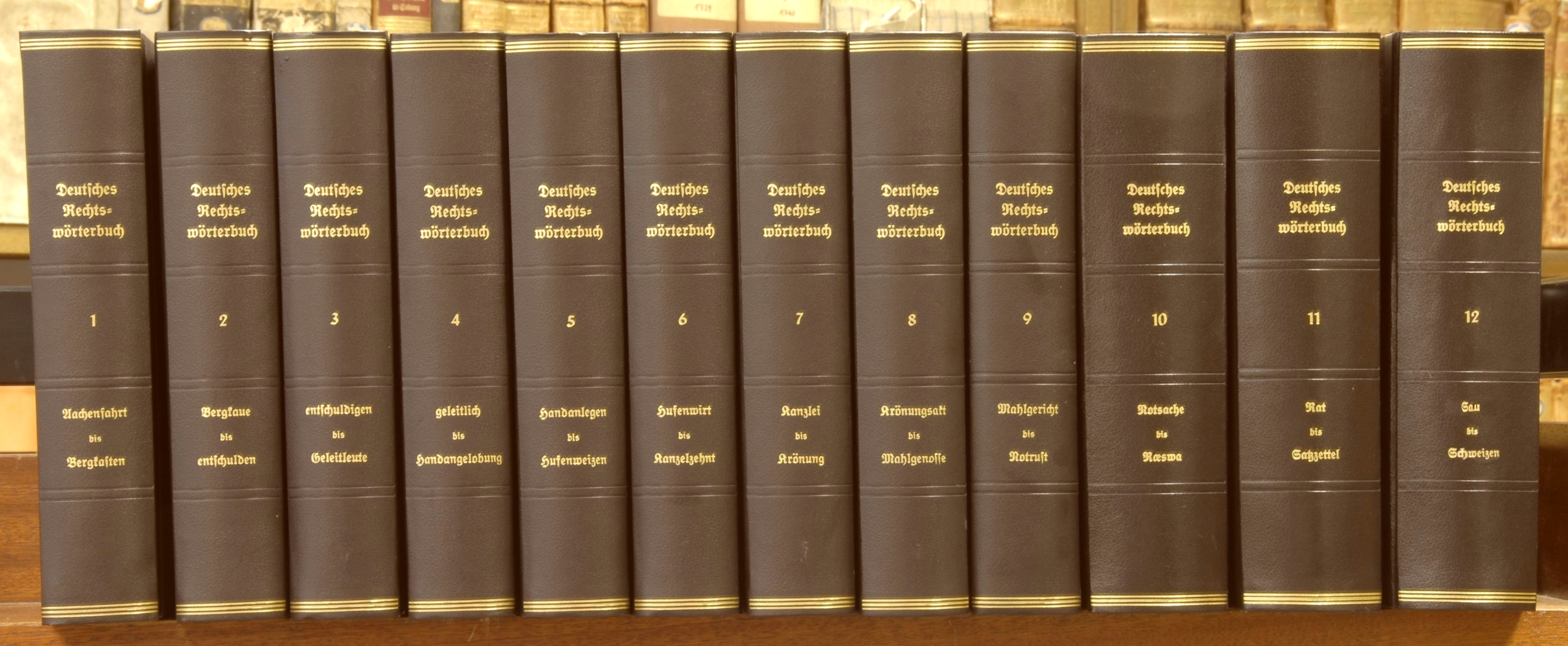

- Langue vernaculaire des « Leges barbarorum » (450 - 800), en particulier la Leges Burgundionum
- Vieil Anglais (500 - 1100)
- Vieux Haut-Allemand (600 - 1050)
- Lombard (650 - 1000)
- Vieux Néerlandais (700 - 1200)
- Vieux Saxon (800 - 1200)
- Vieux Frison (800 - 1500)
- Moyen Haut-Allemand (1050 - 1350)
- Moyen Néerlandais (1200 - 1500 / 1600)
- Moyen Bas-Allemand oriental (1200 - 1650)
- Haut-Allemand moderne précoce (1350 - 1650)
- Haut-Allemand moderne (depuis 1650).

## Périodes couvertes
Le DRW puise dans des justificatifs datant des premières sources écrites jusqu’à des dates fixes, mais différentes selon les catégories grammaticales : 
- Le mot le plus ancien à l’heure actuelle est : « mundburt ». Il provient d´une charte mérovingienne de Clovis I., en 479.
- Un mot composé est repris à condition que sa première occurrence date au plus tard de la fin de l'année 1700.
- Un mot simple est enregistré si sa première apparition date au plus tard de la fin de l´année 1815.
- Tous les mots apparaissant pour la première fois après les dates mentionnées, mais avant fin 1835, font l´objet d´articles courts pour la version Internet.

## Terminologie juridique et vie quotidienne
Le DRW traite non seulement de la terminologie juridique spécifique avec des mots tels que « Anwalt » (avocat, procureur), « Kampfgericht » (duel judiciaire), « Litiskontestation » (réponse du défendeur au tribunal) et « Reichsfrieden » (la paix du Saint-Empire), mais aussi de la vie quotidienne dans ses relations juridiques comme le prouvent des termes tels que « Apfelteilung » (partage de pomme), « brandmarken » (stigmatiser, marquer au fer rouge), « Gabel » (fourchette), « melken » (traire), « Nachbar » (voisin), « rot » (rouge) et « Schraubenzieher » (producteur de vis).
Le DRW couvre donc les catégories terminologiques suivantes : 
- Termes techniques du droit
- Monnaies, poids et mesures
- Professions juridiques, fonctionnaires, membres de corporations etc.
- Langue commune s´il y a des implications juridiques.

## Rédaction

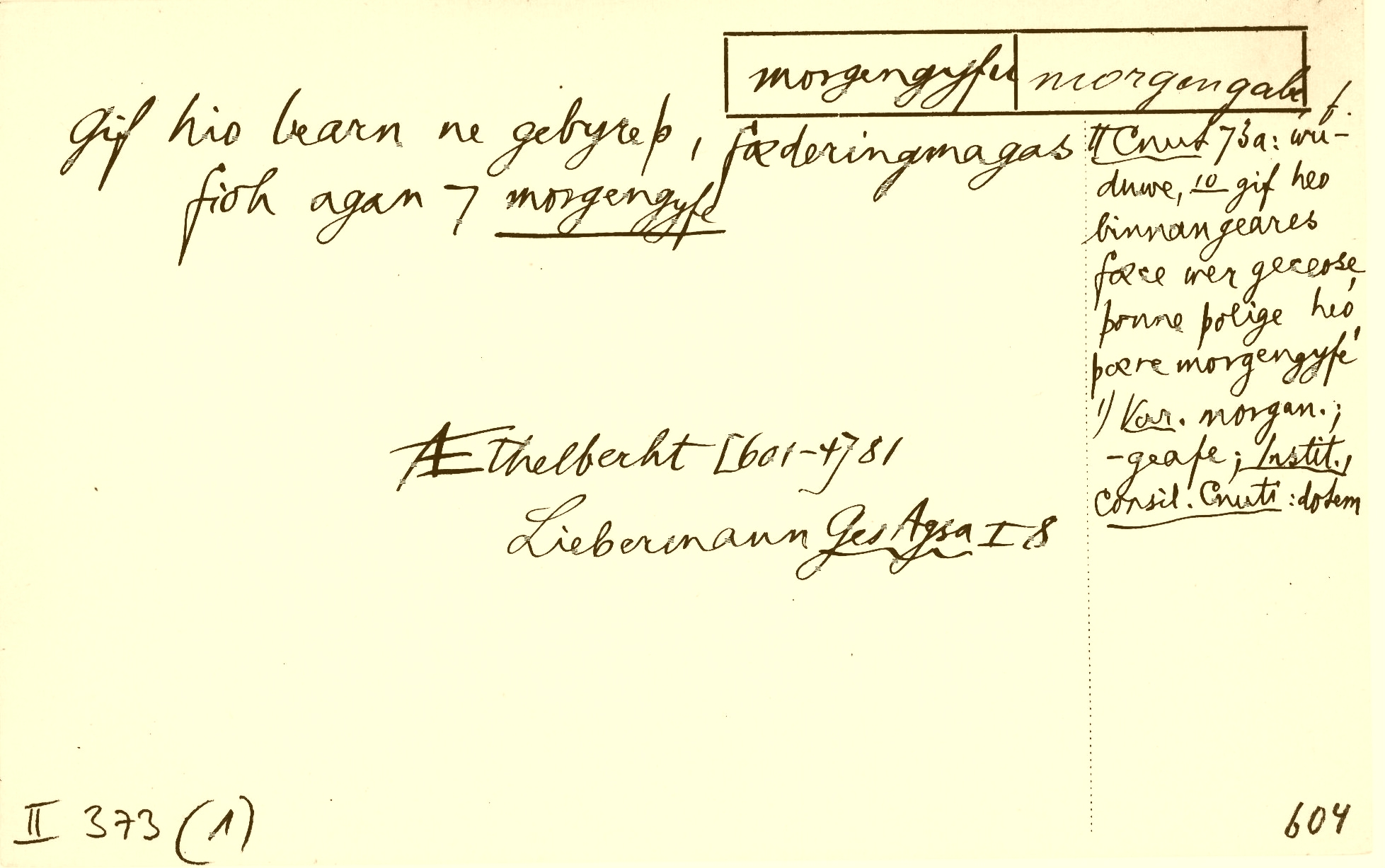

Le dictionnaire est rédigé par une équipe interdisciplinaire composée d’historiens du droit, d’historiens, de linguistes et 
d’un philosophe. Le Centre de recherche du DRW est situé à l’Académie des Sciences de Heidelberg et son corpus de sources semi-ouvert comprend environ 8 400 titres. Ce corpus est accessible par un archive de documents comportant plus de 2,5 millions justificatifs de termes et par une base de données croissante de textes issus de sources sélectionnées.
Dès le début de sa composition en 1897, des juristes, des linguistes et des historiens ont participé à la rédaction du Dictionnaire des termes juridiques allemands. Ses articles donnent un large aperçu de l´histoire de la langue, du droit et de la culture en Europe centrale, c’est pourquoi les utilisateurs proviennent de presque toutes les disciplines qui s’intéressent à l’histoire, et notamment les toponymistes. La version en ligne (gratuite pour tous les utilisateurs) est facilement accessible partout dans le monde.